# August Coing
Hermann August Coing (* 11. November 1838 in Harle im Schwalm-Eder-Kreis; † 20. September 1915 in Berlin) war ein deutscher Jurist. Er war Senatspräsident am Berliner Kammergericht.

## Leben
August Coing entstammte einer Hugenottenfamilie, die nach der Aufhebung des Edikts von Nantes um 1685 in den Raum Kassel kam.
Er war ein Sohn des Pfarrers Hermann Heinrich Coing (1803–1874) und dessen Ehefrau Christine Hillenbrand (1805–1881) und begann nach dem Abitur am Gymnasium Philippinum Marburg ein Medizinstudium an der Philipps-Universität Marburg, wo er später Ehrenmitglied im Corps Hasso-Nassovia Marburg war. Nach einer Mensurverletzung wechselte er in das Fach Rechtswissenschaften und kam auch an die Ruprecht-Karls-Universität Heidelberg. Nach den beiden juristischen Staatsprüfungen (1866 Referendar und 1871 Gerichtsassessor) wurde er 1872 Richter am Amtsgericht Oberaula und wechselte 1877 zum Kreisgericht Marburg, das nach dem Gerichtsverfassungsgesetz zum 1. Oktober 1879 in das Landgericht Marburg aufgegangen war. Dort stieg er bis zum Oberlandesgerichtsrat auf und kam zum Kammergericht Berlin, wo er 1895 Senatspräsident wurde.
Wegen seiner ungewöhnlich reichen und umfangreichen Kenntnisse und seiner Persönlichkeit erhielt er die Berufung zum Präsidenten der Kommission für die erste juristische Prüfung.
Coing war Mitglied im Verein für Hessische Geschichte.

### Ehrungen und Auszeichnungen
- 1803 Geheimer Oberjustizrat
- Ritterkreuz II. Klasse des Roten Adlerordens
- Königlicher Kronen-Orden (Preußen) II. Klasse mit dem Stern
- Dr. jur. h.c. der Universität Marburg